# آوجی‌لار (یورغیر)
آوجی‌لار (به ترکی استانبولی: Avcılar) یک منطقهٔ مسکونی در ترکیه است که در ناحیه مدیترانه واقع شده‌است.